# Binnaway
Binnaway är en ort i Australien. Den ligger i kommunen Warrumbungle Shire och delstaten New South Wales, i den sydöstra delen av landet, omkring 310 kilometer nordväst om delstatshuvudstaden Sydney. Antalet invånare är 493.
Trakten runt Binnaway är nära nog obefolkad, med mindre än två invånare per kvadratkilometer.. Det finns inga andra samhällen i närheten.
I omgivningarna runt Binnaway växer huvudsakligen savannskog. Genomsnittlig årsnederbörd är 746 millimeter. Den regnigaste månaden är februari, med i genomsnitt 149 mm nederbörd, och den torraste är oktober, med 10 mm nederbörd.